# Camenta magnicornis
Camenta magnicornis är en skalbaggsart som beskrevs av Moser 1917. Camenta magnicornis ingår i släktet Camenta och familjen Melolonthidae. Inga underarter finns listade.